# Wilhelm Teuber-Weckersdorf
Wilhelm „Willy“ Teuber-Weckersdorf (* 23. September 1879 in Prag; † 3. März 1968), bei den Pfadfindern „Onkel Teuber“ genannt, war wie sein Bruder Emmerich Teuber Offizier in der k.u.k. Armee. Er war der Erste, der die Methode des Pfadfindertums in Österreich bei der Jugenderziehung praktizierte.

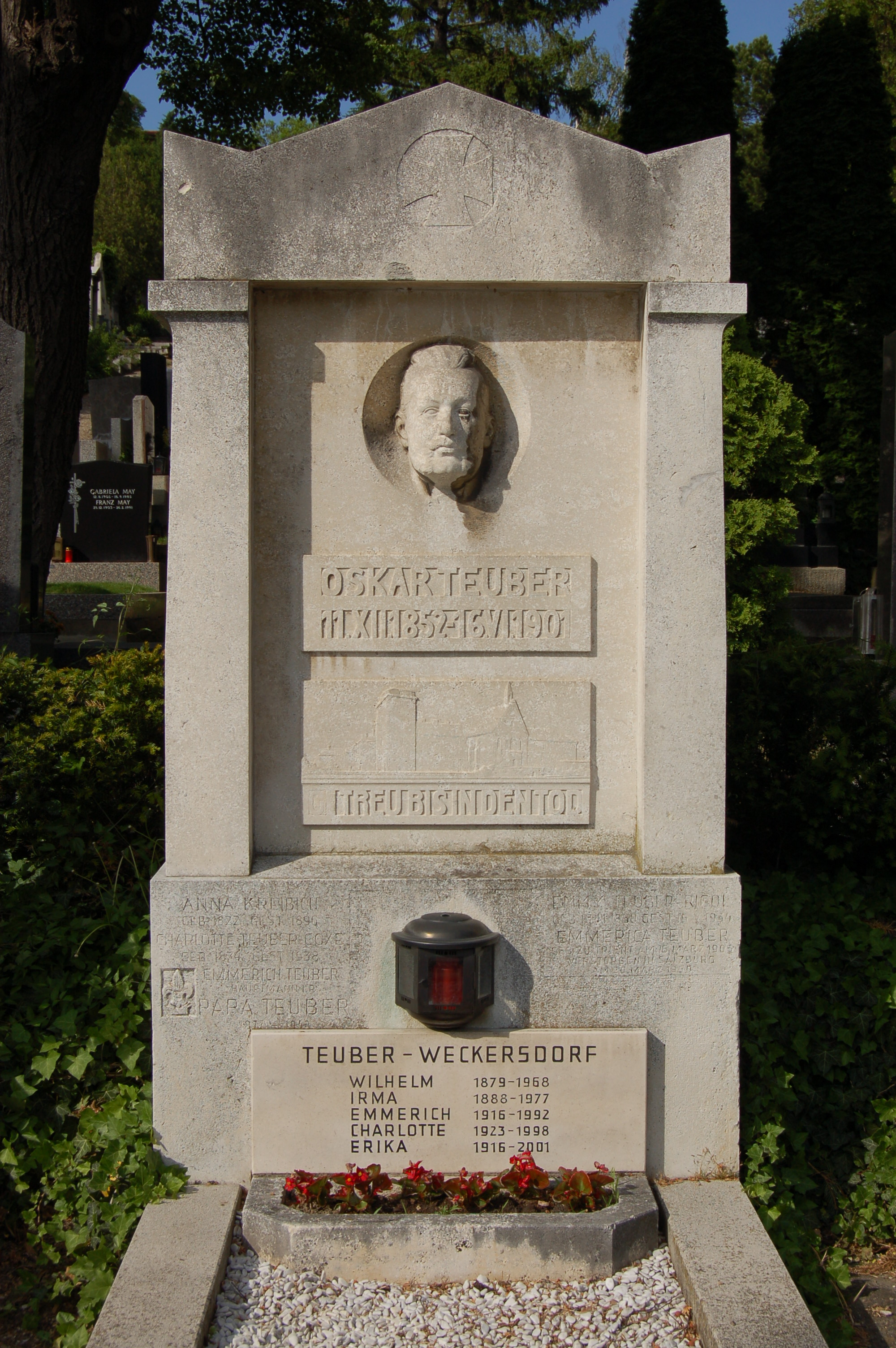
Grabmal der Familie Teuber auf dem Dornbacher Friedhof

## Leben
Sein Vater Oskar Wilhelm Karl Teuber (* 1852 in Weckersdorf, † 1901 in Wien) war Journalist der Wiener Zeitung in Prag. Wilhelm hatte drei Brüder: Emmerich (* 1877), Oskar (* 1881) und Maurus (* 1883). Er war verheiratet mit Irma, geb. Jagitsch, und hatte zwei Kinder, den Sohn Emmerich und die Tochter Charlotte. Ab 1933 führte er mit Bewilligung der Behörde den Doppelnamen Teuber-Weckersdorf nach dem Geburtsort seines Vaters.
Nach dem Besuch des Schottengymnasiums trat er in die Armee ein und wurde beim 4. K.u.k. Husarenregiment stationiert. Wegen gesundheitlicher Probleme musste er bald als Lehrer an eine Militär-Erziehungsanstalt versetzt werden. Im Ersten Weltkrieg war er Pferdeevidenzoffizier (Bestandsverantwortlicher bei Kavallerie und Traintruppe) beim Militärkommando in Wien und brachte es bis zum Kriegsende 1918 zum Oberst.
Im Ständestaat 1934–1938 war er Bezirksleiter der Vaterländischen Front und wurde deshalb nach dem „Anschluss“ als katholisch-konservativ und antifaschistisch verhaftet. Wieder freigelassen, versuchte er erfolgreich, die Kontakte mit Pfadfinderfreunden aufrechtzuerhalten. Nach dem Zweiten Weltkrieg war er ab 1945 Leiter der Industrieabteilung in der Salzburger Landesregierung.

## Pfadfindertätigkeit
1909 empfahl das k.u.k. Kriegsministerium das Buch Scouting for Boys von Robert Baden-Powell (in der englischen Originalausgabe) als Beschäftigungsgrundlage für Jugendliche. Rittmeister Willy Teuber, damals Lehrer in der militärischen Erziehungs- und Bildungsanstalt Straß (Steiermark), gestaltete nach diesen Ideen die Arbeit mit seinen Zöglingen – sie wurden gewissermaßen zu „Proto-Pfadfindern“ mit dem Schwergewicht auf vormilitärischer Ausbildung. Deshalb wird im Jahr 2009 der 100. Geburtstag der Pfadfinder in Österreich gefeiert.
Gemeinsam mit seinem Bruder Emmerich, genannt „Papa“ Teuber, den er für diese Art der Jugendarbeit interessieren konnte, wird Willy „Onkel“ Teuber als Mitbegründer des Pfadfindertums in Österreich gesehen. 1937–1938 war er Bundesfeldmeister des Österreichischen Pfadfinderbundes und nahm 1937 am 5. World Scout Jamboree in Vogelenzang bei Bloemendaal (Niederlande) teil.
1945 waren er und seine Tochter Charlotte am Wiederentstehen der Pfadfinder und Pfadfinderinnen im amerikanisch besetzten Salzburg maßgeblich beteiligt. Dort gründete er am 25. Juli 1945 die Österreichischen Pfadfinder und gab im Herbst dieses Jahres die Zeitschrift Unser Pfad heraus. Er wurde auch Präsident der Salzburger Pfadfinderinnen und war von 1949 bis zu seinem Tod 1968 Ehren-Bundesfeldmeister der Pfadfinder Österreichs.